# Ilha do Coral
A Ilha do Coral é uma ilha localizada no litoral do estado de Santa Catarina, Brasil, a 45 minutos de barco da praia de Garopaba, ao sul de Florianópolis. Nela há um velho farol e um paredão com inscrições rupestres, provavelmente com mais de dois mil anos. Durante muito tempo, a ilha ficou conhecida em virtude de ter um velho morador que lá habitava sozinho junto com algumas cabras.
Pertencente à Marinha do Brasil, a ilha situa-se a uma hora e meia de barco ao sul de Florianópolis, nos arredores da Guarda do Embaú. Em determinadas temporadas há serviços de transporte que levam até a ilha, com saídas a partir da enseada de Garopaba.

## História

### Morador eremita
Por trinta e seis anos, João Manoel Borges (12 de julho de  1918 — 29 de maio de 2000), popularmente conhecido como «Zé d'Angerca» ou «Zé das Cabras», viveu sozinho na ilha, sem amigos nem família, que moravam no continente. Borges foi para a ilha após a morte da esposa no parto da filha caçula, em 1962, e entregou a filha recém-nascida a uma irmã, além de ter deixado o único filho homem também aos cuidados de parentes. As outras três filhas pré-adolescentes, com quem foi pra ilha, o abandonam assim que encontraram quem as tirasse de lá por casamento.
Durante tal degredo voluntário,  esse eremita construiu um casebre de três cômodos e fez picadas e roçados em terrenos íngremes por toda a ilha do Coral. Analfabeto e com dificuldades de se expressar, ia uma ou duas vezes por ano ao continente, sobretudo para visitar as filhas e ir ao banco. Na ilha criava galinhas e cabras e cultivava sobretudo feijão, abóbora e mandioca. Além da aposentadoria como agricultor, uma de suas fontes de renda era o peixe seco, o qual ele salgava com o sal recolhido nas rochas da ilha e vendia a comerciantes no litoral catarinense. Conta-se que ele havia vendido a ilha — que é patrimônio da União — três vezes, uma das quais a um estrangeiro. Relata-se que um conhecido comerciante da região a teria comprado do Sr. João, mas tal transação foi denunciada à Marinha, que de imediato tomou providências e reassumiu a sua propriedade, e que, por isso, a Marinha determinou algumas normas para quem chegava à ilha, descartando assim os poderes que o ermitão imaginava ter.
João d'Angerca teria ficado magoado e resolveu de uma vez por todas abandonar aquele seu pedaço de terra perdido no oceano, que foi «dele» durante mais de três décadas. Em 1999, com 80 anos e já doente após sofrer um derrame cerebral um ano antes, foi obrigado a mudar-se para o continente. O ermitão tinha pouco mais de um metro e meio e fumava há sessenta anos cachimbo e cigarro. Morreu no município de Paulo Lopes, litoral catarinense, de causas não explicadas, aparentemente suicídio, já que nunca se acostumou ao retorno para o continente. Antes de deixar a ilha definitivamente, ele havia sentenciado: «Sei que na terra não vou me acostumar mais, mas daí morro logo. Em terra firme não vou viver.»

### Afundamentos
Em 6 de agosto de 1944, os navios Chuilóide e Tietê afundaram nas águas ao redor da ilha depois de colidir. Ambas as tripulações foram salvas pela embarcação Taquari.

## Características
Com vegetação nativa formada por árvores de médio porte, assim como algumas árvores frutíferas introduzidas, como bananeiras  e ameixeiras, a ilha é escarpada, cercada de costões rochosos, sem praias naturais (de areia) e tem como ponto mais alto uma elevação de 64 metros de altura. As águas ao largo, são de tom azul-cobalto e até o presente momento não há nenhum levantamento relevante sobre a fauna e a flora insular.